# Michail Semjonowitsch Schoifet
Michail Semjonowitsch Schoifet (russisch Михаил Семёнович Шойфет; * 26. August 1947 in Wien, Österreich; † 22. Oktober 2013 in Deutschland) war ein russischer Hypnotherapeut, Hypnologe, Autor und Schriftsteller. Er entwickelte eine eigene Methode zur psychophysischen Selbstregulation.

## Leben und Werk
Schoifet ist Gründer der Bühnenhypnose in Russland. 1980 schuf er das „Theater der Hypnose“, die erste musikalische Theatershow der Hypnose in der Sowjetunion, die von 1985 bis 1992 in der Moskauer Philharmonie stattfand. Dieses als Skandal empfundene Programm machte ihn berühmt. Am 21. September 1994 wurde vom Ordnungsamt das „Theater für psychologische Hilfe von Michail Schoifet“ registriert. Ende der 1990er Jahre unterrichtete er an der Hochschule für Psychologie der Akademie für Wissenschaften Russlands. Von 2001 bis 2003 führte er die Rubrik „Lernen Sie, über sich selbst zu herrschen“ in der wöchentlichen Zeitschrift „AIF Zdorovie“. In den 2000er Jahren unternahm Schoifet wissenschaftliche Forschungen im Bereich der Hypnologie. Er war ein leidenschaftlicher Befürworter der hyposuggestiven Methode.
Er verfasste unter anderem die Bücher Training der psychophysischen Selbstregulierung (2003), Hundert größte Ärzte (2004, 2005, 2006, 2008), Ungeklärte Geheimnisse der Hypnose (2006), Hypnose: Verbrecher und Opfer (2010), Psihofizicheskaja samoreguljacija. Bol'shoj sovremennyj praktikum (2010), Medien und Spiritisten (2010) und Artikel über Geschichte und Praxis der Hypnose.
Schoifet schrieb Biografien der deutschen Ärzte A. F. Mesmer, S. Hahnemann, F. J. Gall, J. Ch. Reil, J. H. Heinroth, K. L. Idelier, I. B. Friedreich, K. G. Carus, W. Griesinger, H. E. A. Zeller, K. L. Kahlbaum, P. J. Möbius, M. Pettenkofer, G. L. F. Helmholtz, R. L. K. Virchow, R. von Krafft-Ebing, B. A. von Gudden, E. Kraepelin und K. W. H. Nothnagel.

## Theater für psychologische Hilfe

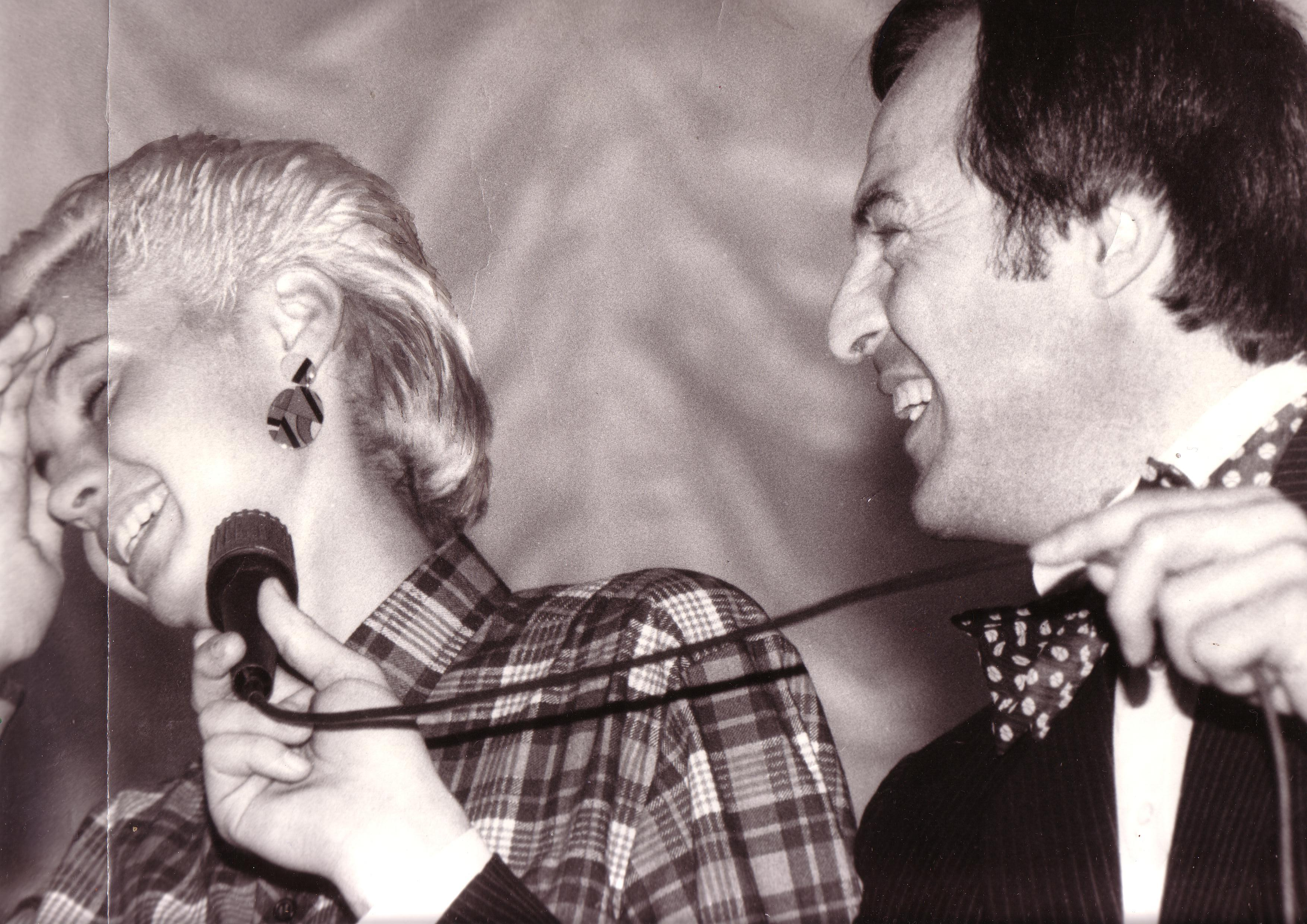
Scene from hypnosis theatre, ZIL club 1987

Zu großer Popularität gelangte die Bühnenhypnose von Schoifet. Unter der Hypnose fingen die Zuschauer an, die von Schoifet eingeprägten Rollen zu spielen. Die Anzahl der Teilnehmer erreichte bis zu 300 Personen; Medienberichten zufolge waren dies einige der größten je durchgeführten Hypnoseshows. Die Auftritte dauerten bis zu fünf Stunden. Außer der Show selbst hielt Schoifet Vorlesungen und lehrte alle Teilnehmer der Show die Selbsthypnose. Außerdem lehrte er Techniken der psychologischen Selbstprogrammierung, deren Ziel die Verbesserung der physischen, kreativen und anderen Fähigkeiten war. Nach Medienberichten wirkte sich die Teilnahme an solchen Shows positiv auf die Psyche des Menschen aus und steigerte die Selbsteinschätzung.
Die Veranstaltungen Schoifets wurden  in den Zeitungen und Zeitschriften Nedelya, Semya, Sobesednik, Moskowski Komsomolez, Komsomolskaja Prawda, Gudok, Rossiyskie Vesti, Rossijskaja gaseta sowie im Fernsehen angekündigt.

## Bewertung
Schoifets Tätigkeit Shoyfets auf diesem Gebiet wurde von Forschern positiv bewertet. Der stellvertretende Direktor des Instituts für Psychologie der Akademie für Wissenschaften Russlands, Prof. Dr. Druzhinin V.N. sagte, Schoifet habe eine wesentliche Rolle für die Popularisierung der Hypnose und für das Interesse der Gesellschaft an diesem Phänomen gespielt, und nennt ihn einen „Klassiker der Hypnose Russlands“.